# Diane Weigmann

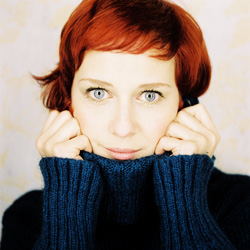
Diane Weigmann (2007)

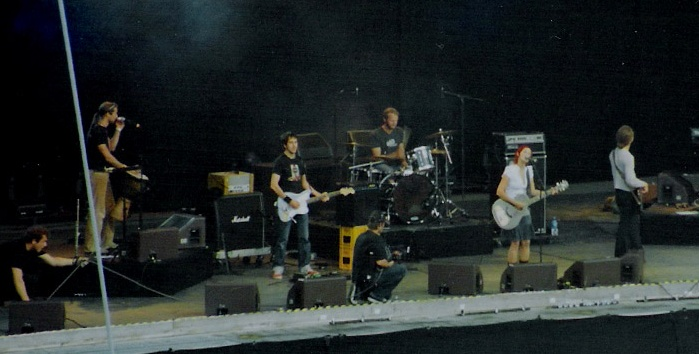
Diane Weigmann bei Stars For Free 2005 in Berlin

Diane Weigmann (* 4. Januar 1974 in Berlin) ist eine deutsche Musikerin.

## Leben
Diane Weigmann gehörte 1989 zu den Mitgründern der Lemonbabies, die vier Alben bis zur Auflösung im Jahr 2002 veröffentlichten. Bei dem Quartett war sie für Gitarre und Gesang zuständig.
Unter dem Namen Diane Lemonbaby übernahm sie 2000 die Komposition und einen Gesangspart des Duetts Chocolate for the Tears für den Film Kaliber Deluxe zusammen mit Bela B. Im selben Jahr war sie der weibliche Gesangspart der Single Manchmal haben Frauen … der Band Die Ärzte.
Nach der Auflösung der Lemonbabies begann sie eine Karriere als Solokünstlerin und hatte 2004 Auftritte mit neuer eigener Band im Vorprogramm der Deutschlandtournee von Jan Plewkas Band Zinoba. Ein Jahr später folgte Diane – das Album mit dem Song Das Beste als erster Single. Beide Tonträger hielten sich mehrere Wochen in den Charts. Im selben Jahr erhielt sie eine Nominierung für die German Radio Awards in der Kategorie „best female pop national“. Zudem hatte sie eine Supporttour – allein und unplugged - für den schwedischen Künstler Moneybrother und wurde von Paul Weller eingeladen, ihn auf seiner Deutschlandtournee als Vorprogramm zu begleiten. Im Jahr 2006 folgten
das Soloalbum Im Zweifelsfall noch immer, produziert mit Patrik Majer, und eine Teilnahme bei Stefan Raabs Bundesvision Song Contest 2006, die sie 2010 als Unterstützung der Blockflöte des Todes wiederholte.
In den Jahren 2007 und 2008 begleitete sie im Vorprogramm die Tournee Laith Al-Deens und war im Rahmen einer Solo-Tournee in kleiner Besetzung, unplugged und mit verschiedenen Gästen unterwegs, darunter Bosse, Medlz, Daniel Ziese und Michel van Dyke. Seit dieser Zeit komponiert sie auch für andere Künstler im Pop- und Schlagerbereich:
Gemeinsam mit Tobias Weyrauch und Carsten Schmelzer gründete sie 2008 auch das Produktions-Team „3Berlin“, das u. a. Hörspiele und Songs für Brands wie Barbie, Bobby Car, Littlest Pet Shop, Grüffelo, Alea Aquarius, Schlafmützen sowie die komplette „Summ, Summ, Summ“-Kinderliederreihe oder TV-Formate wie u. a. das Sandmännchen produzierte. Das Team schrieb auch den Titelsong für das Schlaumäuse-Lernprogramm für Microsoft. Mit „Von Farbenfeen und Stinkesocken“ und der CD-Reihe „Nicht von schlechten Eltern“ etablierte sich das Team auch als Live-Band im Kinder- und Familienbereich. Weigmann schrieb auch die Übersetzungen für TV Kinderformate wie Emily Erdbeer, Yu-Gi-Oh oder Dreckspatzplatz.
Auf Weigmanns eigenem Label Rotschopf Records erschien 2013 das Album Kein unbeschriebenes Blatt, das über die Plattform Pledge Music von Fans finanziert wurde. Außerdem erhielt sie den Förderpreis für junge Liedermacher der CSU-nahen Hanns-Seidel-Stiftung.

## Diverses

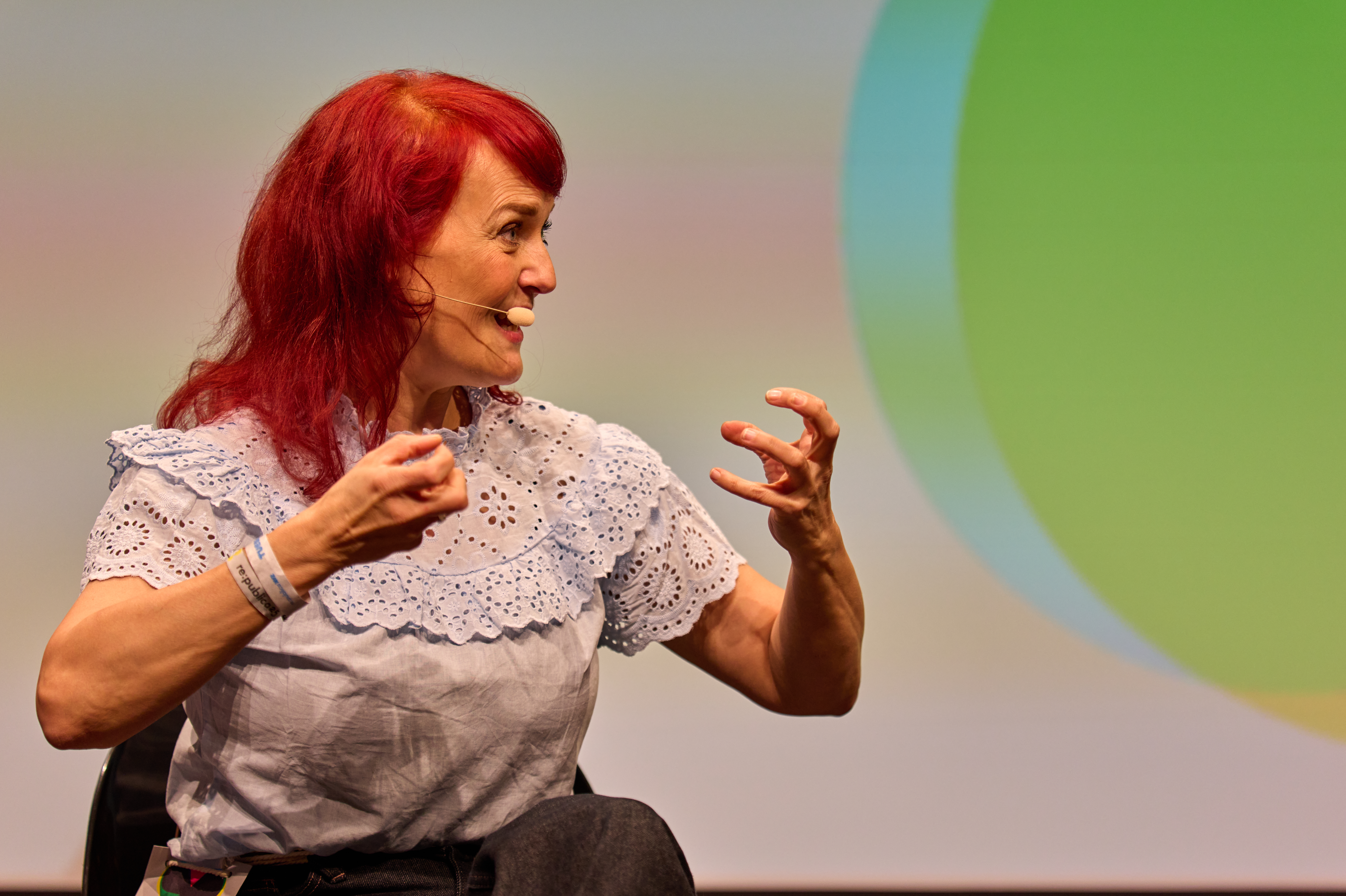
Diane Weigmann bei einer Diskussion auf der re:publica 2025

Diane Weigmann komponierte und textet u. a. für und mit folgenden Musikern und Interpreten: Howard Carpendale, Christina Stürmer, die Höhner, Curt Cress, Thomas D, Yvonne Catterfeld, Juli, Jess (No Angels), Voxxclub, André Stade, Luttenberger Klug und Vanessa Maurischat. Zusammen mit Michael Beckmann (Rainbirds) produzierte sie außerdem Film- und Werbeproduktionen, Songs für den Kinofilm Wendy 2 und schrieb mit Till Brönner den Titelsong für KI.KA-Live.
Mit Jens Oettrich komponierte und produzierte sie über Jahre den jeweiligen TV-Kampagnensong für Lenor für das komplette europäische Ausland.
Seit 2004 ist Diane Weigmann die deutsche Stimme der Musik für den Winx Club und schreibt auch die deutschen Übersetzungen. Auch für Disney-Serien und andere Kinderserien übersetzt sie die Songtexte. Der Song „Die Welt dreht sich“ vom 2005er Solo-Debüt wurde zum Werbesong für die Glücksspirale. Sie gibt auch Vocalcoaching für Schauspieler und Sänger wie z. B. Julie Engelbrecht, Jana Pallaske, Dennenesch Zoudé und Bushido. Im Jahr 2012 zeichnete sie verantwortlich für sämtliche Gesangstexte und Teile der Musik des Musicals Beats!
Ihre Halbschwester ist die Prostitutions-Aktivistin Felicitas Schirow.
Diane Weigmann ist ordentliches Mitglied der GEMA, Mitglied im Aufsichtsrat der GEMA in der Kurie Textdichter, Mitglied im Deutschen Textdichter-Verband sowie im Deutschen Komponist:innenverband und bei Verso, der Vereinigung Songwriter. Sie lebt in Berlin-Schöneberg und ist Mutter eines Sohnes und einer Tochter.
Seit 2022 gehört sie der Celler Schule an, 2023 leitete sie dort das Camp Kinderlieder.

## Diskografie

### Mit den Lemonbabies (nur Alben)
- 1994: Poeck It
- 1995: Pussy! Pop
- 1998: Porno
- 2000: Now + Forever

### Als Solokünstlerin (nur Alben)
- 2005: Das Album
- 2007: Im Zweifelsfall noch immer
- 2012: Kein unbeschriebenes Blatt
- 2019: Größer als du denkst

### Mit 3Berlin (nur Alben)
- 2013: Von Farbenfeen und Stinkesocken
- ab 2014: Summ summ summ (7-CD-Reihe, ein Buch)
- 2016: Nicht von schlechten Eltern
- 2018: Nicht von schlechten Eltern 2
- 2019: Der Grüffelo – Das Liederalbum